# Benessere - Il ritratto della salute
Benessere - Il ritratto della salute è stato un programma televisivo italiano di divulgazione medico-scientifica, andato in onda su Rete 4 nella stagione 2011-2012 e condotto da Emanuela Folliero insieme a vari dottori e professionisti in studio.

## Il programma
Nel programma vengono analizzate le malattie più comuni sotto l'aspetto della prevenzione, della diagnosi e della cura, senza trascurare la medicina, il fitness e le medicine alternative. Nel programma sono presenti varie rubriche.
Tra gli ospiti del programma Maria Teresa Ruta e Aldo Montano.
Dopo i risultati non esaltanti degli ascolti delle prime due puntate in prima serata, il programma si sposta alla domenica alle 16.45, e nella seconda edizione è andato in onda alle 11.00, dal lunedì al venerdì.

## Ascolti
Il programma in prima serata non ha ottenuto gli ascolti sperati, mentre alla domenica pomeriggio non ha superato il 4% di share. Il programma giornalmente non ha superato il 3% di share.

## Spin-off
Nel 2011, tutte le mattine alle 11.20, è andato in onda il programma 5 minuti di... Benessere, sempre su Rete 4 e condotto dalla Folliero.